# Maureen Wroblewitz
Maureen Christa Pojas Wroblewitz (sinh ngày 22 tháng 6 năm 1998), còn được gọi là Maureen Wrob, là một nữ diễn viên, á hậu và người mẫu người Philippines nổi tiếng với việc chiến thắng mùa thứ năm của Asia's Next Top Model. Cô đại diện cho Philippines trong cuộc thi và trở thành người Philippines đầu tiên giành chiến thắng.

## Tiểu sử
Maureen Wroblewitz sinh ngày 22 tháng 6 năm 1998, tại Riyadh, Ả Rập Xê Út. Cô là con thứ ba trong số bốn người con gái của một người mẹ Philippines, Mariefe Pojas Wroblewitz, và một người cha người Đức, Matt Wroblewitz. Cô sống ở Riyadh trong 12 năm trước khi chuyển đến Đức sau khi mẹ cô qua đời. Khi cô 15 tuổi, cô được một đại lý người mẫu trên Instagram săn đón và chuyển đến Philippines để theo đuổi sự nghiệp người mẫu. Trước khi tham gia Asia's Next Top Model năm 2017, cô là người mẫu bán thời gian và là sinh viên.

## Sự nghiệp

### Asia's Next Top Model
Sau khi casting cho Asia's Next Top Model, Wroblewitz được chọn là một trong 14 thí sinh lọt vào vòng chung kết của mùa thứ năm của chương trình. Trong lần tham gia chương trình, Wroblewitz đã ba lần nhận được số điểm cao nhất trong tuần. Cô là một trong ba thí sinh xuất sắc nhất cho vòng chung kết của vòng chung kết, cùng với thí sinh Nguyễn Minh Tú đến từ Việt Nam và Shikin Gomez đến từ Malaysia. Wroblewitz đã đăng quang ngôi vị quán quân của cuộc thi trong tập cuối cùng. Cô là đại diện đầu tiên của Philippines giành chiến thắng trong cuộc thi. Với tư cách là người chiến thắng trong cuộc thi, cô đã nhận được Subaru Impreza, trang bìa và thời trang được lan truyền trên tạp chí Nylon Singapore số tháng 7, và có cơ hội có được hợp đồng người mẫu với Storm Model Management ở London.

### 2017–nay
Wroblewitz đã xuất hiện trên các chương trình Philippines Tonight với Boy Abunda, News5, Rated K và CNN Philippines. Cô là gương mặt đại diện và đại sứ của Asus và Palmolive. Cô cũng là đại sứ cho ICanServe Foundation, tổ chức giúp đỡ những người sống sót sau bệnh ung thư. Vào tháng 9 năm 2018, Wroblewitz xuất hiện trong mùa 6 của Asia's Next Top Model với tư cách là Đại sứ Subaru. Một tuần sau, cô trở thành đồng dẫn chương trình tạp kỹ của Philippines Eat Bulaga !
Năm 2021, cô ký hợp đồng với Star Magic với nghệ danh mới là Maureen Wrob.
Đại diện cho Pangasinan, Wroblewitz được công bố là một trong 28 thí sinh hàng đầu sẽ tranh vương miện Hoa hậu Hoàn vũ Philippines 2021 vào ngày 30 tháng 9 năm 2021 tại Bohol. Cô ấy đạt được danh hiệu Á hậu 1 và hoa hậu là Beatrice Gomez.

## Danh sách phim

### Phim điện ảnh
| Năm  | Tựa đề  | Trong vai | Nguồn         |
| ---- | ------- | --------- | ------------- |
| 2021 | Runaway | Hannah    | [ 28 ] [ 29 ] |

### Phim truyền hình
| Năm  | Tựa đề                           | Ghi chú             | Nguồn         |
| ---- | -------------------------------- | ------------------- | ------------- |
| 2017 | Asia's Next Top Model (mùa 5)    | Thí sinh            | [ 6 ]         |
| 2017 | Rated K                          | Khách mời           | [ 30 ]        |
| 2017 | Tonight with Boy Abunda          | Khách mời           | [ 31 ] [ 32 ] |
| 2017 | The Source                       | Khách mời           | [ 19 ]        |
| 2017 | Headstart with Karen Davila      | Khách mời           | [ 33 ]        |
| 2017 | Mars                             | Khách mời           | [ 34 ]        |
| 2018 | Sunday PinaSaya                  | Khách mời           | [ 35 ]        |
| 2018 | Asia's Next Top Model (mùa 6)    | Khách mời           |               |
| 2018 | Eat Bulaga!                      | Co-host (2018-2019) | [ 36 ]        |
| 2021 | Hoa hậu Hoàn vũ Philippines 2021 | Thí sinh            | [ 37 ]        |

### MV ca nhạc
| Năm  | Nghệ sĩ            | Tên   | Nguồn  |
| ---- | ------------------ | ----- | ------ |
| 2018 | Juan Karlos Labajo | Buwan | [ 38 ] |

## Đời tư
Wroblewitz đang có mối quan hệ với ca sĩ Juan Karlos Labajo.